# حميد فرنجية

حميد فرنجية سنة 1970

حميد قبلان فرنجية (6 أغسطس 1907 - 5 سبتمبر 1981)، هو زعيم سياسي لبناني شغل عدة مناصب وزارية في الأربعينيات والخمسينيات، وهو شقيق الرئيس سليمان فرنجية ووالد النائب سمير فرنجية. تحصل سنة 1930 على إجازة في الحقوق من جامعة القديس يوسف. انتخب سنة 1932 لأول مرة في البرلمان اللبناني وأُعيد انتخابه سنوات 1934، 1943، 1947، 1951، 1953، و 1957. سنة 1933 ساهم في تأسيس جريدة لوجور التي اندمجت سنة 1970 مع جريدة لوريون لتشكل لوريون لوجور. سنة 1952 أعلن ترشيحه لرئاسة الجمهورية لكن أمام اتفاق أغلب أعضاء البرلمان على انتخاب كميل شمعون، سحب ترشيحه. لم يترشح للانتخابات النيابية لسنة 1960 بسبب المرض وانسحب بعدها من الحياة السياسية. يعرف عنه مواقفه الواضحة من الوحدة الوطنية فكان مثالاً للسياسبين الساعين للوحدة الوطنية.

## المناصب التي شغلها
- وزير المالية : من 1944-07-03 حتى 1945-01-09 في حكومة الرئيس رياض الصلح في عهد الرئيس بشارة الخوري
- وزير التربية الوطنية والفنون الجميلة : من 1945-08-22 حتى 1946-04-11 في حكومة الرئيس سامي الصلح في عهد الرئيس بشارة الخوري
- وزير الخارجية : من 1945-08-22 حتى 1946-05-22 في حكومة الرئيس سامي الصلح في عهد الرئيس بشارة الخوري
- وزير التربية الوطنية : من 1947-06-07 حتى 1948-07-26 في حكومة الرئيس رياض الصلح في عهد الرئيس بشارة الخوري
- وزير الخارجية والمغتربين : من 1947-06-07 حتى 1948-07-26 في حكومة الرئيس رياض الصلح في عهد الرئيس بشارة الخوري
- وزير التربية الوطنية : من 1948-07-26 حتى 1949-10-01 في حكومة الرئيس رياض الصلح في عهد الرئيس بشارة الخوري
- وزير الخارجية والمغتربين : من 1948-07-26 حتى 1949-10-01 في حكومة الرئيس رياض الصلح في عهد الرئيس بشارة الخوري
- وزير الخارجية والمغتربين : من 1955-07-09 حتى 1955-09-07 في حكومة الرئيس سامي الصلح في عهد الرئيس كميل شمعون